# Dasychira phaedropoda
Dasychira phaedropoda är en fjärilsart som beskrevs av Collenette 1954. Dasychira phaedropoda ingår i släktet Dasychira och familjen tofsspinnare. Inga underarter finns listade i Catalogue of Life.